# Wohn- und Wirtschaftsgebäude Hemmer Straße 5
Das Wohn- und Wirtschaftsgebäude Hemmer Straße 5 in der niedersächsischen Kleinstadt Hemmoor-Warstade, Samtgemeinde Hemmoor, im Landkreis Cuxhaven, stammt aus der Mitte des 19. Jahrhunderts.
Aktuell (2024) wird es als Wohnhaus und zeitweise als Portland-Café genutzt.
Das Gebäude steht unter Denkmalschutz (siehe auch Liste der Baudenkmale in Hemmoor).

## Geschichte und Beschreibung
Hemmoor ging 1968 aus den sechs ehemals selbständigen Gemeinden Basbeck, Warstade, Hemm, Westersode, Hemmoor und Heeßel hervor. Das nördliche Warstade wurde 1255 erstmals erwähnt.
Bei Bohrungen stieß man im Raum Hemmoor auf mächtige Kreidevorkommen und auf tertiären Ton, den wesentlichen Rohstoffen für die Zementproduktion. Von 1863 bis 1983 wurde Zement zunächst in einer Kalkbrennerei, ab 1866 Zementfabrik und dann Portland Cementfabrik Hemmoor hergestellt, die 1905 rund 2000 Beschäftigt hatte. Rationalisierungen verringerten die Anzahl der Beschäftigten der Fabrik drastisch (500 um 1919 und 1971), die 1960/63 erneuert, dann verkleinert und schließlich 1983 geschlossen wurde.
Das stattliche Wohn-/Wirtschaftsgebäude Hemmer Straße 5 gehörte zeitweise als Fabrikenhof bzw. Versorgungshof zur ehemaligen Portland Cementfabrik Hemmor AG und war Teil der landwirtschaftlichen Betriebsstätte, deren Aufgabe es war, die Familien mit Lebensmitteln zu versorgen.
Das eingeschossige traufständige Gebäude als Zweiständer-Hallenhaus in Rasterfachwerk mit Steinausfachungen und reetgedecktem Satteldach mit Fledermausgauben und siebenfachiger Diele wurde um 1840 gebaut. Der steile Wirtschaftsgiebel mit der eingezogen vierteiligen Grooten Door mit Korbbogen, der Ladeluke und dem Uhlenloch wurde im oberen Giebeldreieck regionaltypisch waagerecht verbrettert.
Das Landesdenkmalamt befand u. a.: „… regionstypisches Hallenhaus mit Gitterfachwerkstruktur … .“